# Baphyras Catena
Baphyras Catena una formació geològica del tipus catena del quadrangle Arcadia de Mart, situat amb coordenades planetocèntriques a 39.18 ° latitud N i 276.77 ° longitud E. Té un diàmetre de 95.52 km i va rebre el nom d'un clàssic d'albedo. El nom va ser fet oficial per la UAI l'any 1991. El terme "Catena" fa referència a una cadena de cràters.